# Думанський Ярослав Мирославович
Яросла́в Миросла́вович Дума́нський (4 серпня 1959, Станіслав, УРСР — 22 червня 2021, Івано-Франківськ, Україна) — колишній радянський футболіст, півзахисник. Майстер спорту (1978), майстер спорту міжнародного класу (1980).

## Біографія
Народився у Станіславі (нині — Івано-Франківськ) в сім'ї футболіста Мирослава Думанського, що на той час виступав у складі місцевого «Спартака». Футбольну естафету від батька підхопив Ярослав, який у дитинстві займався багатьма видами спорту. Особливо хлопець любив футбол та хокей і якийсь час навіть вагався, якому з цих захоплень віддати перевагу. Рішення було прийнято в 13 років, коли Думанський-молодший серйозно почав займатися футболом у ДЮСШ в групі тренера Юрія Шайкіна. А вже в 17 років Ярослав став гравцем команди майстрів івано-франківського «Спартака», який змагався у першій союзній лізі. Але за команду з рідного міста Думанський провів лише один матч.
Наступний рік Ярослав розпочав вже захищаючи кольори львівських «Карпат». На адаптацію в новому колективі у молодого півзахисника пішов лише один сезон, після чого він міцно забронював за собою місце у складі «зелено-білих», разом з якими досяг значних висот, одержавши перемогу у змаганнях першої ліги чемпіонату СРСР.
У складі радянської збірної ставав бронзовим призером (1977) та переможцем (1978) першості Європи серед юніорів, срібним призером молодіжного чемпіонату світу у Японії (1979), переможцем молодіжного чемпіонату Європи (1980).
По ходу сезону 1981 перейшов до київського «Динамо», цього ж року став чемпіоном Радянського Союзу. Наступний сезон був найвдалішим для Ярослава в індивідуальному плані, проте кияни так і не змогли покласти у Кубок СРСР золоті медалі, задовольнившись лише сріблом.
Після цього Думанський все рідше почав з'являтися у футболці київського клубу, а у 1985 взагалі перебрався до іншого «Динамо» — московського. Однак, провівши у столиці СРСР лише один матч, опинився у харківському «Металісті».
Проте, на цьому футбольна подорож Ярослава не скінчилася. Наступний сезон він розпочав у рідному місті, перейшовши до місцевого «Прикарпаття». Досвідчений півзахисник одразу став лідером івано-франківського клубу, демонструючи доволі непогану, як для гравця середини поля, результативність. По закінченні четвертого сезону у складі «Прикарпаття» Думанський завершив кар'єру гравця.
Після завершення активних виступів певний час працював у тисменицькому «Хутровику», встигнувши вивести команду до аматорського чемпіонату України. Брав участь у матчах серед ветеранів, був удостоєний звання найкращого півзахисника турніру пам'яті Мирослава Думанського у 1999 році. Також відомий за роботою у дитячо-юнацькій футбольній школі імені свого батька.

## Досягнення
Командні трофеї
- Бронзовий призер юніорського чемпіонату Європи (1977)
- Чемпіон Європи (U-18): 1978
- Срібний призер молодіжного чемпіонату світу (1979)
- Переможець першої ліги чемпіонату СРСР (1979)
- Чемпіон Європи (U-21) (1980)
- Чемпіон СРСР (1981)
- Срібний призер чемпіонату СРСР (1982)
- Володар Кубку СРСР (1982)
- Бронзовий призер шостої зони другої ліги чемпіонату СРСР (1987)

Індивідуальні досягнення
- Майстер спорту (1978)
- Майстер спорту міжнародного класу (1980)